# Xã Jackson, Quận Nevada, Arkansas
Xã Jackson (tiếng Anh: Jackson Township) là một xã thuộc quận Nevada, tiểu bang Arkansas, Hoa Kỳ. Năm 2010, dân số của xã này là 105 người.